# Hypsiboas varelae
Hypsiboas varelae és una espècie de granota que viu a l'Argentina.